# Kaibacepheus contiguus
Kaibacepheus contiguus är en kvalsterart som beskrevs av Corpuz-Raros 2004. Kaibacepheus contiguus ingår i släktet Kaibacepheus och familjen Otocepheidae. Inga underarter finns listade i Catalogue of Life.